# Alois von Pražák

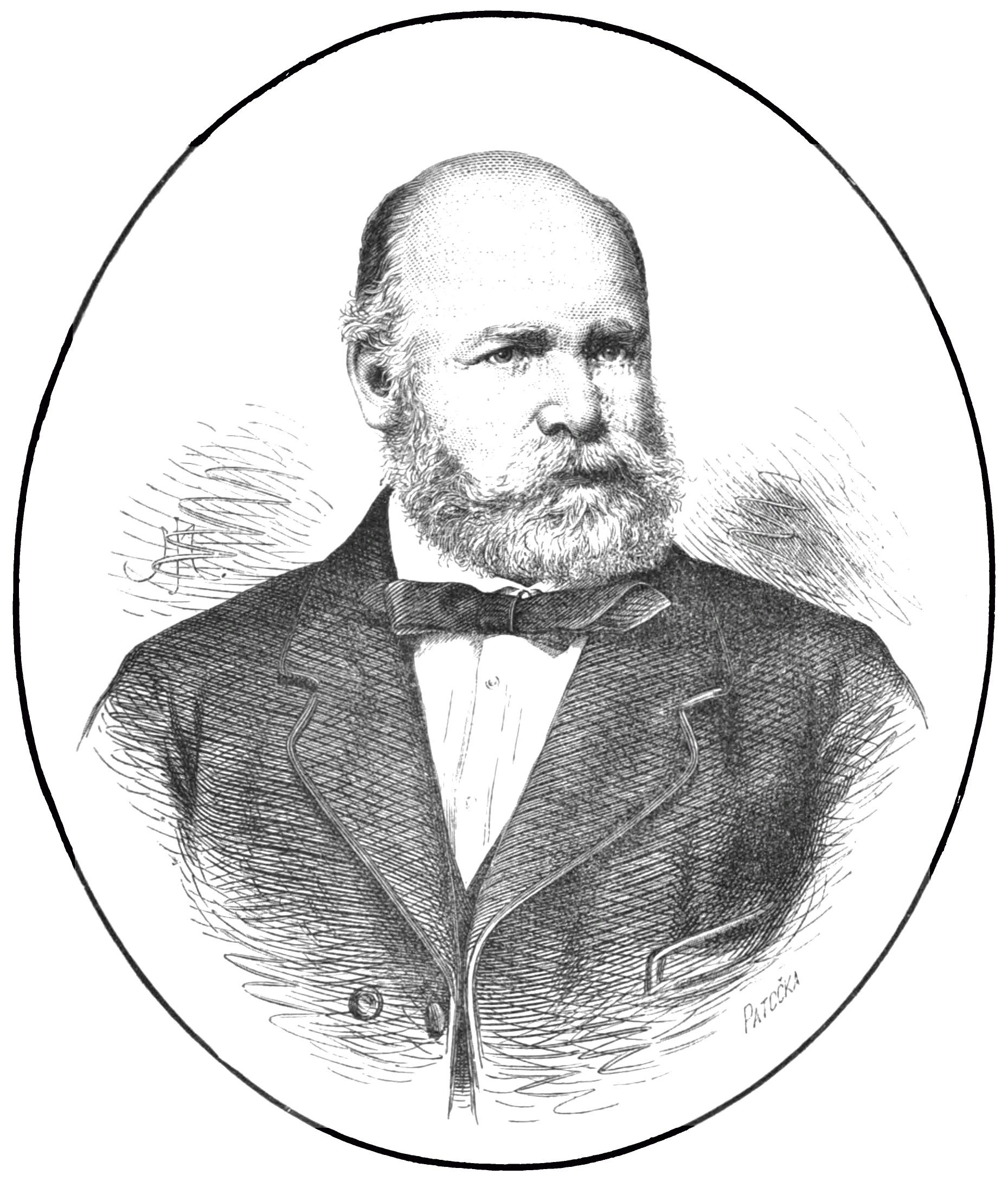
Alois Pražák (von Patočka)

Alois Freiherr von Pražák (* 21. Februar 1820 in Ungarisch-Hradisch in Mähren; † 30. Januar 1901 in Wien) war ein österreichischer Politiker.

## Leben
Pražák studierte in Olmütz die Rechtswissenschaften, wurde 1848 von seiner Vaterstadt in den mährischen Landtag und den Reichstag gewählt, und gehörte dort zur Partei der slawischen Rechten. 1849 ließ er sich als Advokat in Brünn nieder und trat erst nach dem Februarpatent 1861 wieder in das politische Leben ein, indem er sich in den mährischen Landtag und (bis 1863) in den Reichsrat wählen ließ; in dem erstern war er Führer der tschechischen Partei. Seit 1874 wieder Abgeordneter im Reichsrat, wurde er Haupt der gemäßigten Tschechen. Am 15. August 1879 wurde er zum Minister ohne Portefeuille („tschechischer Landsmannminister“) im Ministerium Taaffe ernannt und übernahm am 14. Januar 1881 zusätzlich das Justizministerium. Durch seine Sprachenverordnungen (1881 und 1886) förderte er die Einführung des Tschechischen als Gerichtssprache und in den Grundbüchern. Am 11. Oktober 1888 wurde er als Justizminister durch den Grafen Schönborn ersetzt, verblieb aber als Minister ohne Portefeuille bis zum 4. August 1892 im Kabinett. Anschließend wurde er zum lebenslangen Mitglied des Herrenhauses ernannt.